# Fender Bass VI
Model Fender Bass VI izvorno je poznat pod nazivom Fender VI, koju je Fender prvi puta predstavio 1961. godine.
 To je šestožičana električna bas-gitara s dužinom skale kao u modelu Baritone gitare.
 
Model Fender VI slijedio je koncept dvaju modela gitara. Prvi, Danelectro gitare  Arhivirana inačica izvorne stranice od 12. veljače 2012. (Wayback Machine) proizvedene 1956. godine ugođene na štim E-E (jednu oktavu niže od klasične gitare). I drugi ogledni model je bila električna gitara Fender Jazzmaster, s kojim dijeli stilske i tehničke detalje. Također, oblik tijela i elektronika slični su kao u modelu Fender Jaguar električne gitare, koja je predstavljena 1962. godine. Stoga se i opravdano smatra da je Fender VI bio preteča Jaguar modelu.

Kao i većina Fenderovih gitarskih modela iz tog vremena i Fender VI je dizajniran s 7,25" radijusom vrata, što je s debljim žicama na vratu gitare stvaralo uhu neugodno čujno "zujanje" žica. Da bi se taj problem otklonio (ili sveo na minimum) neupitno je važan bio stručan i kvalitetan rad konstruktora, ali i pred glazbenikom je bila zadaća prilagodbe nekih sviračkih tehnika. Naime, zbog nešto kraćeg vrata, svjetlijeg tona, i užeg razmaka između žica nego u klasične bas-gitare, model Fender VI bio je idealan instrument za solističko izražavanje glazbenicima koji inače sviraju i električnu gitaru ('60ih nekoliko solista). Razumljivo, prednosti ovakvog dizajna bas-gitare istaknule su kvalitetu instrumentalnog i solističkog izražavanja, ali i otežale tehniku sviranje glazbenicima naviknutim na sviranje klasičnog modela bas-gitare.

U kasnim '60im neki glazbenici koriste deblje žice, a štim sinkroniziraju s B-B ili A-A štimom kao što je na Bariton gitari. Ovako obogaćen zvuk Fendera VI odlično se uklopio u zvuk glazbe indo-rock sastava, ali i u zvuk jedinstvenog rock and roll-a. Jedan od poznatijih glazbenika tog stila je Reggy Tielman iz sastava Tielman Brothers.

Model Bass VI nikada nije u pravoj mjeri mogao zamijeniti klasični električni bas, čak niti među glazbenicima country i surf glazbe koji su njegovu boju tona smatrali idealnom.

Originalni model Fender VI iz 1967. godine zajedno s modelima gitara: Jaguar, Jazzmaster i Fender Electric XII dijeli identičnu hvataljku, kao i pravokutne blok oznakama tonova na njoj. Iduće 1968. godine oznake su promijenjene u crne (CBS stil), a logo oznaka na glavi vrata umjesto nitroceluloznim, premazana je bezbojnim poliesterskim lakom. Proizvodnja je 1975. godine prekinuta.

Fender Custom Shop predstavio je 2006. godine vjernu repliku (s tri jednostruka elektromagneta, i s identičnom elektronikom) izvornog modela Fender Bass VI iz ranih '60ih godina.  Ovaj model prethodno je 1995. godine bio dostupan u Japanu kao vintage '62 model.  

## Srodni instrumenti
Fender je 2004. godine predstavio model Fender Jaguar Baritone Custom, (u biti prilagođeni Bariton model gitare, koji je kasnije preimenovan u Jaguar Bas VI Custom). Model je dizajniran manje ili više kombinacijom Fender Jaguar, i Bass VI modela, s kojim dijeli sličnosti u: mjerilu modela žica i mašinica, ali i s razlikama u: fiksnom mostu, tijelu i elektromagnetima (dva Jaguar model), i nešto kraćoj 723,9mm (28,5") dužini skale.

## Karakteristike
- Električna bas gitra sa 6 žica, punog tijela (joha). Ugođena na štim E-A-D-G-B-E, oktavu niže od štima klasične gitare.
- Dužina skale iznosi 762mm/30" (za razliku od SAD modela Precision i Jazz Bass s dužinom 864mm/34", i modeli proizvedeni u Japanu s 769,62mm/30,3" dužinom skale).
- Vrat bas-gitare ima 21 polje, a radijus zakrivljenosti (hvataljka od palisandera) je 184mm/7,25".
- Standardni model žica je Fender stainless steel (nehrđajući čelik). Debljina: .095., .075., .055., .045., 035., .025"., P/N 073-5350-000.
- Most je plutajući s tremolo ručicom.

### Elektronika
U model Bass VI ugrađivane su dvije različite vrste elektromagneta. Rani modeli imaju tri Stratocaster elektromagneta ugrađene u posebano dizajnirane kromirane prstenove. Odabir tona i elektromagneta kontrolirao se tropolnim kliznim prekidačem. U kasnije modele ugrađivani su Jaguar modeli elektromagneta, s pridodanim bas pot prekidačem na kontrolnoj pločici gitare.

Dodaci:
- Tri elektromagneta s tropolnim kliznim prekidačem.
- Kontrola tona pomoću bas pot prekidača.
- Ugrađeni potovi za kontrolu glasnoće i visokog tona

### Tremolo ručica
Tremolo mehanizam kakav je na modelu Bass VI, Fender je već prvotno dizajnirao i primijenio na modele Jazzmaster, i Jaguar gitare. Ovaj model tremola za razliku od sinkroniziranog modela ugrađenog u ranije modele Stratocaster gitare složeniji je po dizajnu, ali i unatoč tome nije uspio postići njegovu popularnost. Što više, za razliku od sinkroniziranog modela tremola rijetko je kada bio kopiran na druge modele, a potpuno je nestao iz Fender kataloga s prekidom proizvodne linije Jaguar modela 1970. godine. Od tada uglavnom se ugrađiva samo u Fender reizdanja modele.

## Squier Vintage Modified Bass VI (2013)
Fender je tokom ljeta 2013. godine predstavio model Squier Vintage Modified Bass VI, u tri kombinacije boja - trobojni sunburst s turtleshell pickguardom, Olimpijski bijeli s turtleshell pickguardom te crni s bijelim pickguardom.
U model je ugrađen set elektromagneta identičan onom s originalnog Fender Bass VI, to jest tri jednostruka Fender Jaguar magneta s metalnim "kliještima". Metalna kontrolna ploča prenesena je iz Fender Bass VI modela iz 1964. te sadrži tri tropolna klizna prekidača za odabir elektromagneta te jednu "strangle" kontrolu bas tona. Preostale kontrole su potenciometri za kontrolu glasnoće i visokog tona te izlazna mono utičnica.

## Poznati glazbenici
| - Jack Bruce s britanskim rock Cream sastavom. - Graham Maby i Robert Smith (glazbenik) s rock sastavom The Cure. - George Harrison ili John Lennon u pjesmama: Hey Jude, The Long and Winding Road, Helter Skelter, Let It Be, Back In The USSR. Koristili su ga Lennon i Harrison na snimanju Abbey Road albuma. - John Entwistle s rock sastavom The Who. - Peter Green je često koristio Fender Bass VI u solističkim nastupima u pjesmi The Green Manalishi, koju je snimio s britansko-američkim rock sastavom Fleetwood Mac. Također ga je (i mnogi drugi) koristio kao studijski glazbenik s glazbenicima Duster Bennettom i Peter Bardensom. - Noel Redding u englesko-amaričkoj psihodeličnom rock sastavu The Jimi Hendrix Experience. - Josh Klinghoffer s rock sastavom Red Hot Chili Peppers na albumu I'm With You. - Mark Hoppus s američkim rock sastavom Blink-182 i alternativnim +44 sastavom. - Eric Haydock s engleskim pop rock sastavom The Hollies. - Jet Harris na svom debitantskom solo singlu Besame Mucho i s britanskom pop grupom The Shadows. - Joe Perry (glazbenik) s rock sastavom Aerosmith, u pjesmi Back in the Saddle s Rocks albuma. - Steve Kilbey s australskim rock sastavom The Church. - Brian Molko i Stefan Olsdal s britanskim rock sastavom Placebo. - Dan Auerbach s američkim rock sastavom The Black Keys, u pjesmi All You Ever Wanted, s albuma Attack & Release. - Roy Babbington s engleskim rock sastavom Soft Machine. - Rick Danko s roots rock sastavom The Band. - John Frusciante na solističkom albumu The Empyrean, u pjesmi Dark/Ligh. - Luther Perkins i Johnny Cash kao prvi gitaristi koji su svirali pjesmu Happy To Be With You. Ta gitara danas se nalazi u prostorima "Country Music Hall of Fame and Museum" u američkom Nashville, Tennessee. - Johnny Marr sa sastavom The Cribs, na njihovom četvrtom albumu Ignore the Ignorant. - Paul Abrahams (glazbenik) s australskim indie pop sastavom The Reels. - Glen Campbell kao studijski glazbenik u Los Angelesu. - Mike McCarthy kao glazbeni producent koristio je 2007. godine Bass VI pri snimanju Mix Magazina |

## Vanjske poveznice
- "Fender Bass VI na timeelect.com"